# Basilique Notre-Dame-de-Saint-Jean-du-Val de San Juan
Cet article concerne la basilique de San Juan au Texas. Pour la basilique de San Juan au Mexique, voir cathédrale-basilique Notre-Dame de San Juan de los Lagos. Pour les autres basiliques homonymes, voir basilique Notre-Dame.
La basilique Notre-Dame-de-Saint-Jean-du-Val est une église située à San Juan dans l’État du Texas aux États-Unis, que l’Église catholique rattache au diocèse de Brownsville. La Conférence des évêques catholiques des États-Unis l’a désigné dans les premiers sanctuaires nationaux du pays, en 1998, ; et le pape Jean-Paul II l’a fait basilique mineure en 1999,.
Il compte plus d’un million de visiteurs par an, ce qui en fait l’un des sanctuaires les plus visités aux États-Unis.
Sa dédicace à « Notre-Dame de Saint-Jean-du-Val » (Our Lady of San Juan del Valle) — alors que la ville s’appelle juste San Juan — est une référence à la dévotion à la Vierge de Saint-Jean-des-Lacs (es) (Virgen de San Juan de los Lagos), qui provient d’une apparition de la Vierge dans la commune mexicaine de San Juan de los Lagos (soit « Saint-Jean-des-Lacs »).

## Historique
Une première chapelle en bois est construite en 1920, part d’une mission dépendante de l’église Sainte-Marguerite-Marie-Alacoque de la ville voisine de Pharr. En 1949, le prêtre Jose Maria Azpiazu décide d’importer du Mexique la dévotion à la Vierge de Saint-Jean-des-Lacs (es) (Virgen de San Juan de los Lagos) ; il envoie un artiste à la nouvellement désignée (1947) basilique Notre-Dame de San Juan de los Lagos où la statue est présentée, et la reproduction qui en est faite est placée dans la chapelle.
En 1954, l’évêque Mariano S. Garriaga du diocèse de Corpus Christi — duquel dépend alors la paroisse — approuve la construction d’une nouvelle église ; elle est dédiée à la Vierge de Saint-Jean. Le 23 octobre 1970, un petit avion s’écrase sur le bâtiment pendant la messe et y met le feu. Qu’il n’y ait aucun mort est rapporté comme étant un miracle ; la statue de la Vierge est également sauvée. Avant toute reconstruction, il est décidé en 1972 de séparer les administrations du sanctuaire de la paroisse.
L’église paroissiale est reconstruite à la place du sanctuaire, et le nouveau sanctuaire est construit au nord. La première pierre du nouveau sanctuaire est posée le 27 novembre 1976, et il est consacré le 19 avril 1980, en présence du cardinal Humberto Sousa Medeiros et de l’évêque John Joseph Fitzpatrick (en) du diocèse de Brownsville. La Conférence des évêques catholiques des États-Unis l’a désigné sanctuaire national le 24 mars 1998,, et le pape Jean-Paul II l’a fait basilique mineure le 12 juin 1999,.